# میهایی بندئاک
میهایی بندئاک (رومانیایی: Mihai Bendeac؛ ‏ تلفظ رومانیایی: [miˈhaj benˈde̯ak]؛ ‏ زادهٔ ۱۲ دسامبر ۱۹۸۳) بازیگر اهل رومانی است.
از فیلم‌هایی که وی در آنها نقش داشته‌است، می‌توان به بازمانده و باقی سکوت است اشاره کرد.